# Nottingham Open 2003 - Qualificazioni singolare
Le qualificazioni del singolare  del Nottingham Open 2003 sono state un torneo di tennis preliminare per accedere alla fase finale della manifestazione. I vincitori dell'ultimo turno sono entrati di diritto nel tabellone principale. In caso di ritiro di uno o più giocatori aventi diritto a questi sono subentrati i lucky loser, ossia i giocatori che hanno perso nell'ultimo turno ma che avevano una classifica più alta rispetto agli altri partecipanti che avevano comunque perso nel turno finale.
Le qualificazioni del torneo Nottingham Open 2003 prevedevano 32 partecipanti di cui 4 sono entrati nel tabellone principale.

## Teste di serie
1. Victor Hănescu (secondo turno)
2. Hicham Arazi (Qualificato)
3. Takao Suzuki (secondo turno)
4. Bob Bryan (Qualificato)

1. Martin Lee (secondo turno)
2. Luke Bourgeois (primo turno)
3. Rohan Bopanna (primo turno)
4. Adam Kennedy (secondo turno)

## Qualificati
1. Jonathan Marray
2. Hicham Arazi

1. Nenad Zimonjić
2. Bob Bryan

## Tabellone

### Legenda
| - Q = Qualificato - WC = Wild card - LL = Lucky loser | - ALT = Alternate - SE = Special Exempt - PR = Protected Ranking | - w/o = Walkover - r = Ritirato - d = Squalificato |

### Sezione 1
|  | Primo turno        | Primo turno          | Primo turno          | Primo turno | Primo turno |  |  | Secondo turno | Secondo turno   | Secondo turno   | Secondo turno   | Secondo turno   |   |   | Ultimo turno  | Ultimo turno  | Ultimo turno  | Ultimo turno | Ultimo turno |  |
|  |                    |                      |                      |             |             |  |  |               |                 |                 |                 |                 |   |   |               |               |               |              |              |  |
|  | 1                  | Victor Hănescu       | Victor Hănescu       | 6           | 6           |  |  |               |                 |                 |                 |                 |   |   |               |               |               |              |              |  |
|  |                    | Luke Smith           | Luke Smith           | 3           | 4           |  |  | 1             | Victor Hănescu  | Victor Hănescu  | 2               | 2               |   |   |               |               |               |              |              |  |
|  | Morgan Wilson      | Morgan Wilson        | Morgan Wilson        | 6           | 6           |  |  |               | Morgan Wilson   | Morgan Wilson   | 6               | 6               |   |   |               |               |               |              |              |  |
|  | Steven Randjelovic | Steven Randjelovic   | Steven Randjelovic   | 2           | 4           |  |  |               |                 |                 |                 |                 |   |   | Morgan Wilson | Morgan Wilson | Morgan Wilson | 1            | 0            |  |
|  | Jonathan Marray    | Jonathan Marray      | Jonathan Marray      | 7           | 7           |  |  |               |                 | Jonathan Marray | Jonathan Marray | Jonathan Marray | 6 | 6 |               |               |               |              |              |  |
|  | Tom Rushby         | Tom Rushby           | Tom Rushby           | 64          | 611         |  |  |               | Jonathan Marray | Jonathan Marray | 6               | 6               |   |   |               |               |               |              |              |  |
|  | 5                  | Martin Lee           | Martin Lee           | 7           | 6           |  |  | 5             | Martin Lee      | Martin Lee      | 1               | 4               |   |   |               |               |               |              |              |  |
|  |                    | Aisam-ul-Haq Qureshi | Aisam-ul-Haq Qureshi | 64          | 3           |  |  |               |                 |                 |                 |                 |   |   |               |               |               |              |              |  |

### Sezione 2
|  | Primo turno   | Primo turno        | Primo turno        | Primo turno | Primo turno |  |  | Secondo turno | Secondo turno | Secondo turno | Secondo turno | Secondo turno |   |   | Ultimo turno | Ultimo turno | Ultimo turno | Ultimo turno | Ultimo turno |  |
|  |               |                    |                    |             |             |  |  |               |               |               |               |               |   |   |              |              |              |              |              |  |
|  | 2             | Hicham Arazi       | Hicham Arazi       | 6           | 6           |  |  |               |               |               |               |               |   |   |              |              |              |              |              |  |
|  |               | Richard Bloomfield | Richard Bloomfield | 3           | 2           |  |  | 2             | Hicham Arazi  | Hicham Arazi  | 6             | 6             |   |   |              |              |              |              |              |  |
|  | Nathan Healey | Nathan Healey      | 6                  | 3           | 6           |  |  |               | Nathan Healey | Nathan Healey | 1             | 3             |   |   |              |              |              |              |              |  |
|  | Raphael Durek | Raphael Durek      | 0                  | 6           | 4           |  |  |               |               |               |               |               |   |   | 2            | Hicham Arazi | Hicham Arazi | 6            | 6            |  |
|  | Robert Smeets | Robert Smeets      | Robert Smeets      | 6           | 6           |  |  |               |               |               | Robert Smeets | Robert Smeets | 4 | 0 |              |              |              |              |              |  |
|  | Alex Witt     | Alex Witt          | Alex Witt          | 2           | 4           |  |  | Robert Smeets | Robert Smeets | Robert Smeets | 6             | 6             |   |   |              |              |              |              |              |  |
|  |               | Mark Hilton        | Mark Hilton        | 6           | 6           |  |  | Mark Hilton   | Mark Hilton   | Mark Hilton   | 3             | 4             |   |   |              |              |              |              |              |  |
|  | 7             | Rohan Bopanna      | Rohan Bopanna      | 4           | 3           |  |  |               |               |               |               |               |   |   |              |              |              |              |              |  |

### Sezione 3
|  | Primo turno    | Primo turno     | Primo turno     | Primo turno | Primo turno |  |  | Secondo turno   | Secondo turno   | Secondo turno   | Secondo turno  | Secondo turno |   |   | Ultimo turno   | Ultimo turno   | Ultimo turno | Ultimo turno | Ultimo turno |  |
|  |                |                 |                 |             |             |  |  |                 |                 |                 |                |               |   |   |                |                |              |              |              |  |
|  | 3              | Takao Suzuki    | 62              | 6           | 6           |  |  |                 |                 |                 |                |               |   |   |                |                |              |              |              |  |
|  |                | Ryan Henry      | 7               | 3           | 4           |  |  | 3               | Takao Suzuki    | Takao Suzuki    | 65             | 63            |   |   |                |                |              |              |              |  |
|  | David Sherwood | David Sherwood  | David Sherwood  | 6           | 6           |  |  |                 | David Sherwood  | David Sherwood  | 7              | 7             |   |   |                |                |              |              |              |  |
|  | Chris Guccione | Chris Guccione  | Chris Guccione  | 3           | 4           |  |  |                 |                 |                 |                |               |   |   | David Sherwood | David Sherwood | 2            | 6            | 3            |  |
|  | Nenad Zimonjić | Nenad Zimonjić  | 2               | 6           | 7           |  |  |                 |                 | Nenad Zimonjić  | Nenad Zimonjić | 6             | 3 | 6 |                |                |              |              |              |  |
|  | Julien Couly   | Julien Couly    | 6               | 4           | 64          |  |  | Nenad Zimonjić  | Nenad Zimonjić  | Nenad Zimonjić  | 7              | 6             |   |   |                |                |              |              |              |  |
|  |                | Jonathan Erlich | Jonathan Erlich | 6           | 6           |  |  | Jonathan Erlich | Jonathan Erlich | Jonathan Erlich | 62             | 3             |   |   |                |                |              |              |              |  |
|  | 6              | Luke Bourgeois  | Luke Bourgeois  | 3           | 3           |  |  |                 |                 |                 |                |               |   |   |                |                |              |              |              |  |

### Sezione 4
|  | Primo turno   | Primo turno   | Primo turno   | Primo turno | Primo turno |  |  | Secondo turno | Secondo turno | Secondo turno | Secondo turno | Secondo turno |   |   | Ultimo turno | Ultimo turno | Ultimo turno | Ultimo turno | Ultimo turno |  |
|  |               |               |               |             |             |  |  |               |               |               |               |               |   |   |              |              |              |              |              |  |
|  | 4             | Bob Bryan     | 6             | 3           | 7           |  |  |               |               |               |               |               |   |   |              |              |              |              |              |  |
|  |               | Andrew Banks  | 3             | 6           | 65          |  |  | 4             | Bob Bryan     | 4             | 6             | 6             |   |   |              |              |              |              |              |  |
|  | Lee Childs    | Lee Childs    | Lee Childs    | 7           | 6           |  |  |               | Lee Childs    | 6             | 4             | 2             |   |   |              |              |              |              |              |  |
|  | Andrew Derer  | Andrew Derer  | Andrew Derer  | 5           | 2           |  |  |               |               |               |               |               |   |   | 4            | Bob Bryan    | Bob Bryan    | 6            | 6            |  |
|  | Andy Murray   | Andy Murray   | Andy Murray   | 6           | 1           |  |  |               |               |               | Andy Murray   | Andy Murray   | 4 | 0 |              |              |              |              |              |  |
|  | Matthew Smith | Matthew Smith | Matthew Smith | 3           | 0r          |  |  |               | Andy Murray   | Andy Murray   | 6             | 6             |   |   |              |              |              |              |              |  |
|  | 8             | Adam Kennedy  | Adam Kennedy  | 6           | 6           |  |  | 8             | Adam Kennedy  | Adam Kennedy  | 3             | 4             |   |   |              |              |              |              |              |  |
|  |               | Richard Irwin | Richard Irwin | 3           | 4           |  |  |               |               |               |               |               |   |   |              |              |              |              |              |  |